# Ippei Kokuryo
Ippei Kokuryo (國領 一平 Kokuryo Ippei?, nacido el 31 de julio de 1993 en Shiga) es un futbolista japonés que se desempeña como centrocampista.

## Trayectoria

### Clubes
| Club               | País  | Año         |
| ------------------ | ----- | ----------- |
| Kyoto Sanga FC     | Japón | 2012 - 2016 |
| SP Kyoto FC        | Japón | 2013 - 2014 |
| MIO Biwako Shiga   | Japón | 2015        |
| AC Nagano Parceiro | Japón | 2017 -      |

## Estadística de carrera

### J. League
| Club               | Año   | J. League | J. League | Copa J. League | Copa J. League | Total | Total |
| Club               | Año   | Part.     | Goles     | Part.          | Goles          | Part. | Goles |
| ------------------ | ----- | --------- | --------- | -------------- | -------------- | ----- | ----- |
| Kyoto Sanga FC     | 2012  | 0         | 0         | -              | -              | 0     | 0     |
| Kyoto Sanga FC     | 2016  | 10        | 0         | -              | -              | 10    | 0     |
| AC Nagano Parceiro | 2017  | 16        | 1         | -              | -              | 16    | 1     |
| Total              | Total | 26        | 1         | 0              | 0              | 26    | 1     |